# USLG Cherbourg-en-Cotentin
Actualités
L’USLG Cherbourg-en-Cotentin , anciennement US La Glacerie, est un club féminin de basket-ball français basé à Cherbourg-en-Cotentin (Manche).

## Historique
Après une première saison en Ligue 2 en 2018-2019, conclue par une relégation, le club revient en Ligue 2 en juin 2021 en profitant de la fusion des équipes de Nantes Rezé Basket et du Basket Saint-Paul Rezé qui libère une place.